# Jüdischer Friedhof (Silixen)

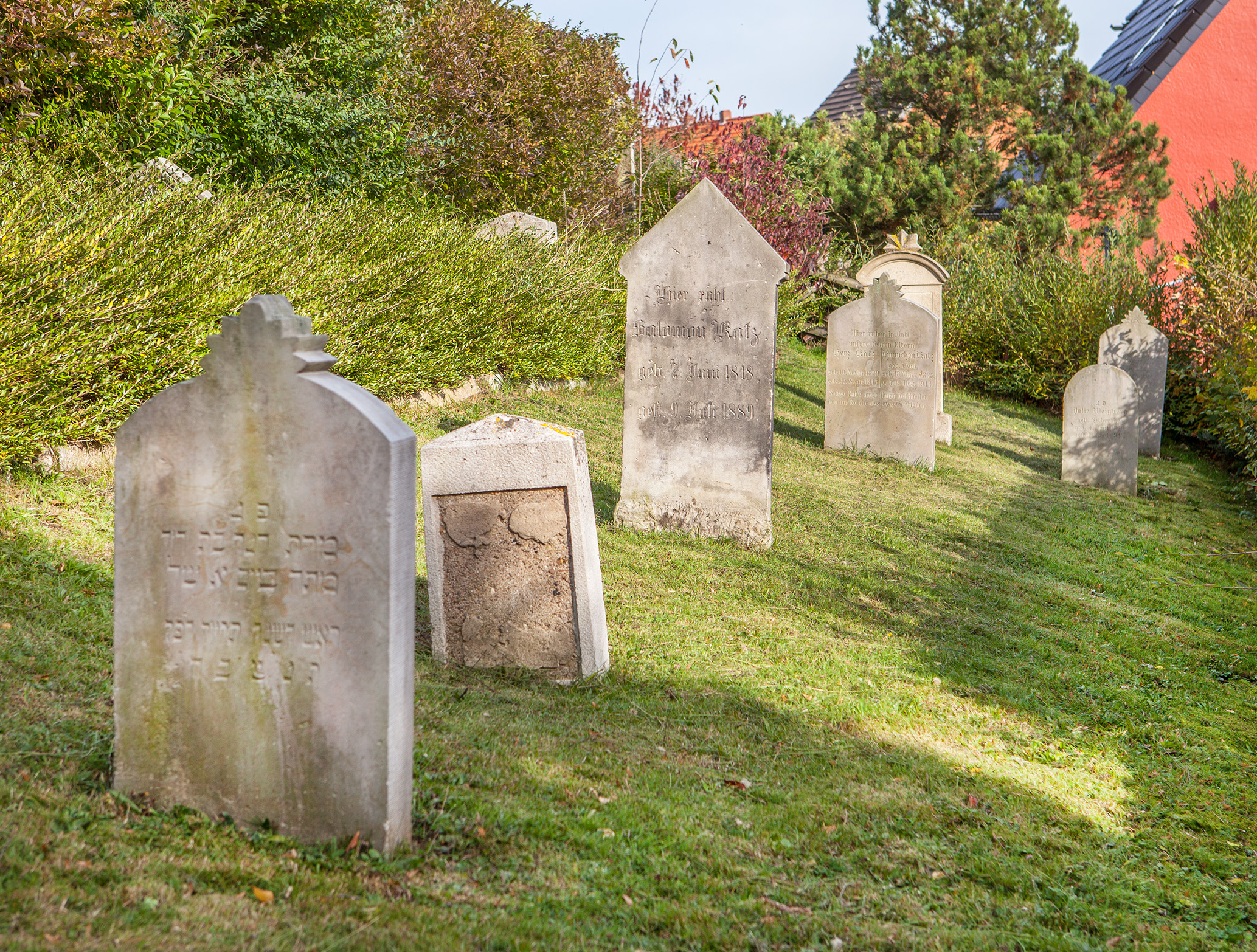
Jüdischer Friedhof in Silixen

Der Jüdische Friedhof in Silixen, einem Ortsteil der Gemeinde Extertal im nordrhein-westfälischen Kreis Lippe ist ein geschütztes Baudenkmal. Der jüdische Friedhof liegt nördlich der Heidelbecker Straße nach dem Haus Nr. 22.

## Geschichte
Rund 250 Jahre lang gab es in Silixen eine jüdische Gemeinde: Bis Mitte 1942 lebten Juden in Silixen, die letzten von ihnen wurden am 28. Juli in das KZ Theresienstadt deportiert.
Der jüdische Friedhof wurde gegen 1889 angelegt und bis 1929 belegt. Sein ursprünglicher Zugang erfolgte von der heutigen Straße Schiernbusch. In seiner Denkschrift von 1936/37 beschreibt ihn der jüdische Prediger Moritz Rülf als „rund 400 Quadratmeter groß, an einem Abhang liegend und nur im oberen Teil belegt. Der älteste Stein ist aus dem Jahre 1880.“
Im Jahr 1943 wurde der Friedhof durch die Bezirksstelle Westfalen der Reichsvereinigung der Juden in Deutschland an einen Anlieger verkauft. Sieben Jahre später stellte der Landesverband Jüdischer Gemeinden Westfalens beim Zentralamt für Vermögensverwaltung in Bad Nenndorf einen Rückerstattungsantrag, der 1952 zu einem Vergleich führte: Der Eigentümer verpflichtete sich den belegten Teil als eigene Parzelle neu vermessen zu lassen und zurückzugeben.
Im Jahr 1994 wurde der nun noch 158 Quadratmeter große Friedhof, inzwischen im Besitz des Nachfolge-„Landesverbandes der Jüdischen Gemeinden von Westfalen-Lippe“, mit der Nummer 54 in die Liste der Baudenkmäler in Extertal aufgenommen. Grundlage für die Aufnahme war das Denkmalschutzgesetz Nordrhein-Westfalen.
Heute sind noch 14 Grabsteine der Familien Meyer, Weinberg und Katz auf dem Friedhof vorhanden.